# 雙境廟
25°03′31″N 121°32′03″E / 25.0587063°N 121.5341515°E
雙境廟全名為財團法人台北市雙境廟，位於台灣台北市松江路，為主祀水尾公之道教廟宇。該廟宇興建於1969年，為位於台北中山區的傳統建築廟宇。另外，該廟宇的組織型態為財團法人制，祭典日期則是每年農曆之七月廿九。